# Зцілення кровоточивої жінки

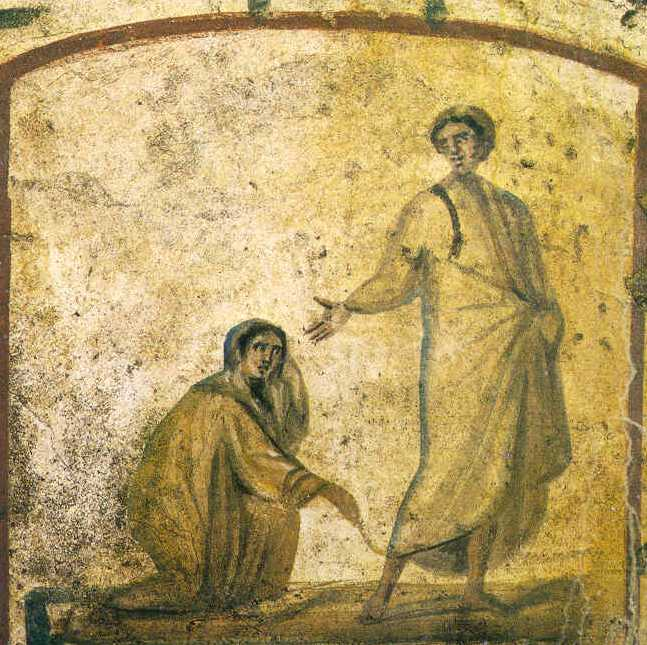
Зцілення кровоточивої жінки. Розпис у Катакомбах Рима.

Зцілення кровоточивої жінки — одне з чудес Ісуса Христа описане в синоптичних євангеліях (Мт. 9:20-22, Мк. 5:25-34, Лк.8:43-48).

## Подія
Після Вигнання бісів з Геразинського біснуватого, перепливши озеро, Ісус повернувся до Капернаума, де «був прийнятий народом, бо всі чекали його» (Лк. 8:40). Найбільше чекав його визначний єврей, голова синагоги, який звався Яір. Коли він дізнався, що Ісус повернувася, прибіг до нього, «Припавши до ніг Ісуса, він почав його просити зайти до нього в хату, бо була в нього дочка одиначка, яких дванадцять років, і вона вмирала. І як він ішов туди, люди тиснулися до нього.»(Лк. 8:41-42). Ісус зразу ж йде за скорботним батьком, щоби оздоровити дівчину, а за ним багато народу:
| Євангеліє           | Текст |
| ------------------- | --- |
| Євангеліє від Матея | 20 І от одна жінка, що дванадцять років нездужала на кровотечу, приступила ззаду й доторкнулась до краю його одежі. 21 Казала бо сама до себе: «Як тільки доторкнуся до краю його одежі, видужаю.» 22 Ісус же, обернувшись, побачив її і каже: «Бадьорися, дочко! Віра твоя спасла тебе.» І видужала жінка від тієї ж години. |
| Євангеліє від Марка | 25 А жінка, що дванадцять років страждала на кровотечу 26 й натерпілася чимало від лікарів численних та витратила все, що мала, а допомоги ніякої не зазнала, — ба, навпаки, ще гірше було їй, — 27 почувши про Ісуса, підійшла в юрмі ззаду та й доторкнулась його одежі. 28 Мовляла бо: Як доторкнуся до його одежі — видужаю. 29. І всох тієї ж хвилини витік її крови, і вона зчулася тілом, як одужала від хвороби. 30 Ісус же, відчувши негайно у собі, що з нього вибуло сили, обернувшись до народу, спитав: Хто доторкнувся до моєї одежі? 31 Учні ж його сказали йому: Бачиш, як натовп тиснеться до тебе, а питаєш: Хто мене доторкнувся? 32 Отож озирнувся навколо себе, щоб побачити ту, що вчинила так. 33 Жінка ж, налякана й тремтяча, — знала бо, що сталося з нею, — приступила, впала перед ним та й оповіла всю правду. 34 А він же їй: Дочко, тебе спасла віра твоя. Іди в мирі й будь здорова від своєї недуги. |
| Євангеліє від Луки  | Аж тут жінка якась, що була хвора дванадцять років на кровотечу й витратила на лікарів увесь свій прожиток, і ніхто з них не міг її оздоровити, 44 підійшовши ззаду, доторкнулась краю його одежі й умить стала здоровою — спинилась її кровотеча. 45 Ісус спитав: «Хто доторкнувся мене?» А що всі відпекувались, Петро мовив: «Наставниче, то люди коло тебе юрмляться і тиснуться.» 46 Ісус же сказав: «Хтось доторкнувся до мене, бо я чув, як сила вийшла з мене.» 47 Побачивши жінка, що не втаїлася, тремтячи підійшла й упавши йому до ніг, призналася перед усіма людьми, чому до нього доторкнулась і як негайно одужала. 48 Сказав їй Ісус: «Дочко, віра твоя спасла тебе, йди в мирі!» |